# 테아티노회

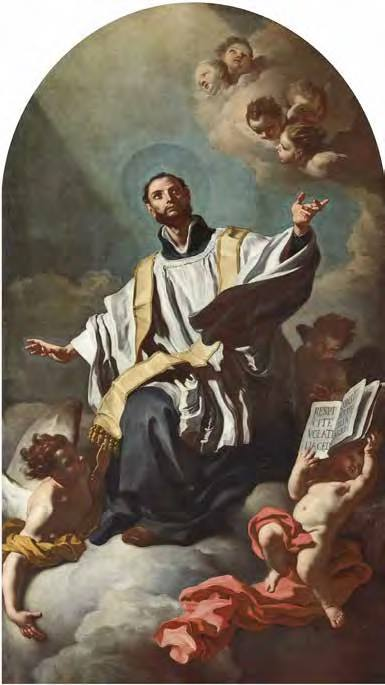
테아티노회의 창시자인 카예타누스

테아티노회는 카예타누스(Cajetanus, 또는 카예타노)가 1524년에 교황 클레멘스 7세의 승인을 받아 만든 성직 수도회이다. 부패한 교회 개혁, 설교, 병자를 돕고, 최악의 경우를 맞이한 성직자의 신분을 개선하려는 목적을 지니고 있었다. 공동체 생활을 하는 정규 성직자들로 구성하고, 서원을 발하며, 사목직에 종사하였다. 처음에는 성공적이지 못했으나 1530년 이후 카예타누스가 총장으로 선출되며 달라졌다.